# رسالة تسبيح وتهليل
رسالة تسبيح وتهليل هو كتاب ذات أهمية لدى البهائيين، وكتاب رسالة تسبيح وتهليل سرد فيه البهاء كل أحكام البهائية في العبادات والأعياد خاصة عيد النيروز.

## تقسيم الكتاب
- ميزته أنه مقسم من الداخل بعناوين وفصول عكس كتابي كتاب الإيقان والكتاب الأقدس.
- يتكون من 300صفحة، ويتكون من سبعة وأربعين موضوعا متعلقة جميعها بالعبادات.
- ويتخذ البهائيون منه مصدرا ودليلا في عبادتهم وأعيادهم.

## وصلات خارجية
تسبيح وتهليل